# Jüdische Gemeinde Třešť

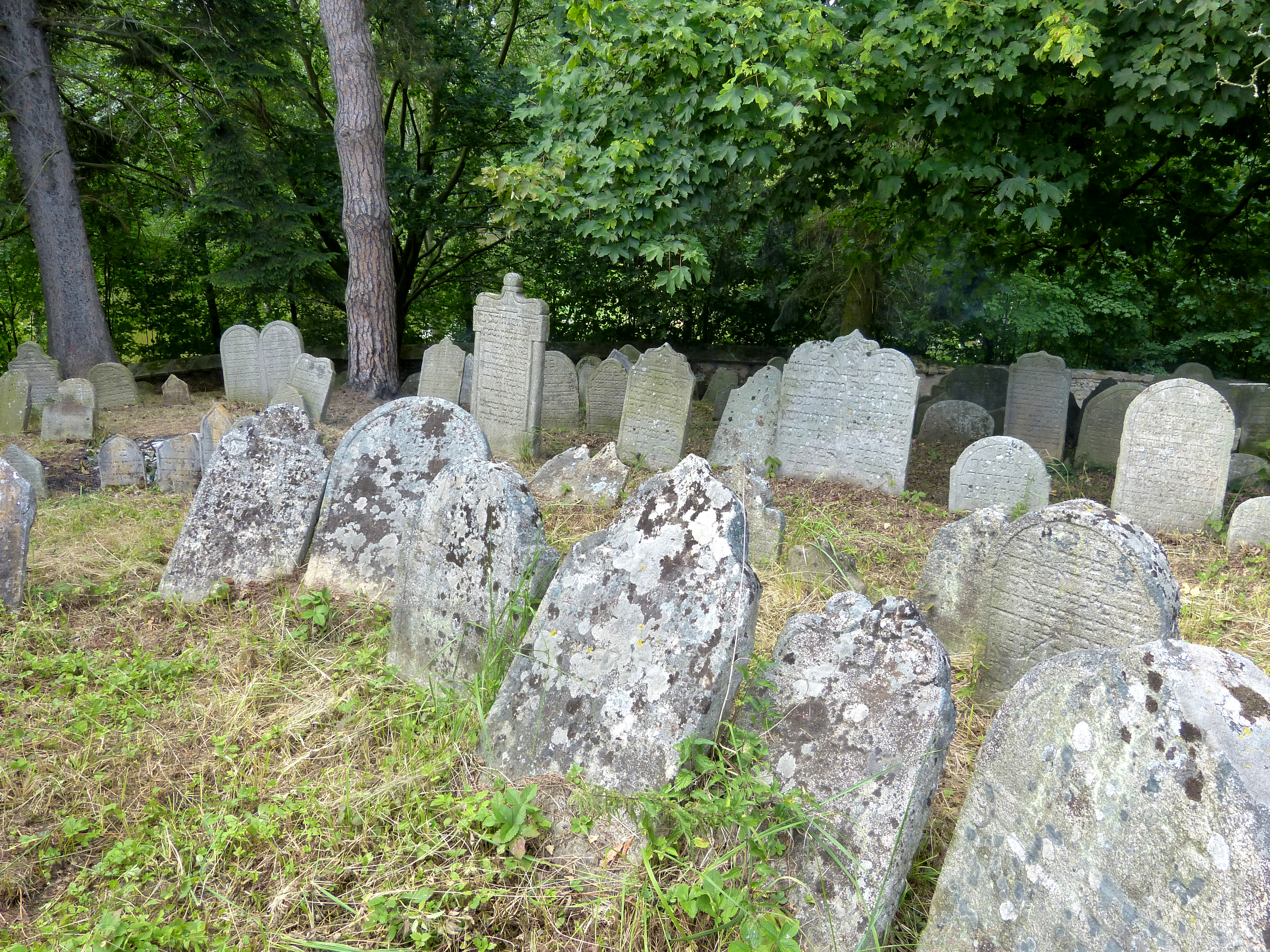
Jüdischer Friedhof in Třešť

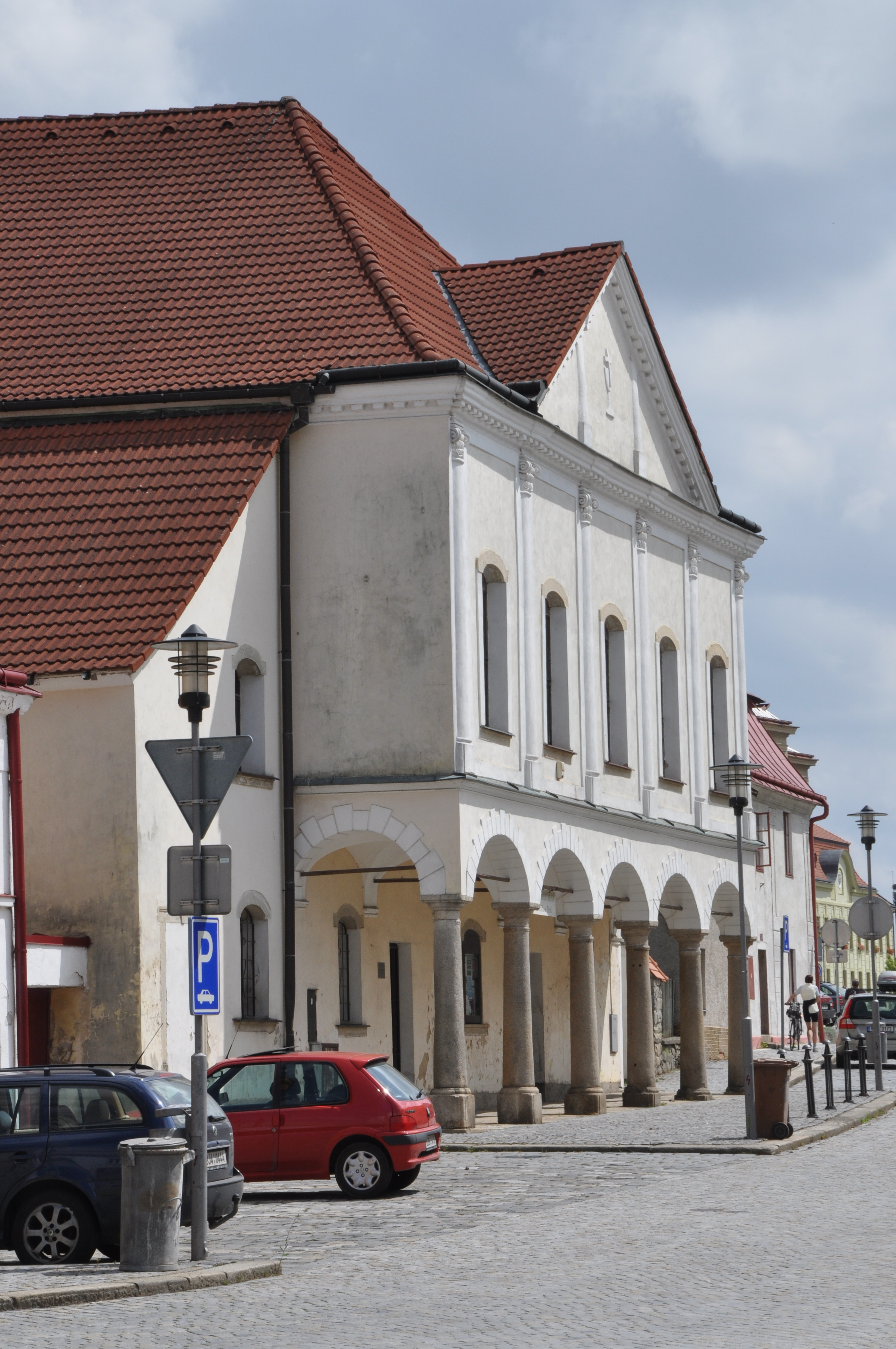
Profanierte Synagoge in Třešť

Die Jüdische Gemeinde in Třešť (deutsch Triesch), einer tschechischen Stadt im Okres Jihlava der Region Vysočina, entstand im 15. Jahrhundert.

## Geschichte
In Triesch fanden im 15. Jahrhundert aus Iglau ausgewiesene Juden einen neuen Wohnort (siehe auch: Jüdische Gemeinde Jihlava#Geschichte).
Für das 16. Jahrhundert liegen keine Informationen über die Juden in Triesch vor. Diese setzen erst wieder in der zweiten Hälfte des 17. Jahrhunderts ein. Damals lebten die ansässigen jüdischen Familien vor allem vom Woll- und Tuchhandel und vom Branntweinausschank. Seit dieser Zeit bildete das Ghetto einen Teil des Stadtkerns, das mit einer niedrigen Mauer umgeben war. Drei Tore führten ins christliche Wohngebiet.
Zur Zeit Josephs II. lebten in Triesch etwa 120 jüdische Familien. Ihren zahlenmäßigen Höchststand erreichte die jüdische Gemeinde in der ersten Hälfte des 19. Jahrhunderts.
Mitte Mai 1942 wurden von den deutschen Besatzern im Zweiten Weltkrieg die letzten jüdischen Bewohner der Stadt in die Vernichtungslager deportiert.

## Gemeindeentwicklung
| Jahr    | Juden                                     |
| ------- | ----------------------------------------- |
| um 1670 | 8 Familien                                |
| um 1790 | circa 120 Familien                        |
| 1830    | 750 Personen                              |
| 1848    | 621 Personen (circa 14 % der Bevölkerung) |
| 1857    | 676 Personen                              |
| 1869    | 281 Personen                              |
| 1880    | 266 Personen                              |
| 1890    | 245 Personen                              |
| 1900    | 169 Personen                              |
| um 1930 | 64 Personen (1,3 % der Bevölkerung)       |